# Hyptiotes solanus
Hyptiotes solanus is een spinnensoort in de taxonomische indeling van de wielwebkaardespinnen (Uloboridae).
Het dier behoort tot het geslacht Hyptiotes. De wetenschappelijke naam van de soort werd voor het eerst geldig gepubliceerd in 2005 door Dong, Zhu & Yoshida.